# UEFA Champions League 2021-22
UEFA Champions League 2021-22 var den 67. udgave af det europæiske klubmesterskab i fodbold, den 30. udgave siden relanceringen af turneringen til UEFA Champions League.
Real Madrid vandt turneringen ved at besejre Liverpool 1–0 i finalen, der blev spillet på Stade de France i Saint-Denis i Frankrig og vandt derved som den eneste klub nogensinde turneringen for 14. gang. Det var Real Madrids femte titel på ni år. Finalen skulle oprindeligt være spillet på Allianz Arena i München, men grundet flytning af finalen i 2020 blev der byttet rundt på stederne for finalens afholdelse, og finalen derfor flyttet til Sankt Petersborg. Grundet Ruslands invasion af Ukraine blev finalen flyttet fra Sankt Petersborg til Saint-Denis nær Paris.

## Gruppespil
Benfica

 Sporting CP

Madrid teams

 Atlético Madrid

 Real Madrid

Manchester teams

 Manchester City

 Manchester United

Milan teams

 Inter Milan

### Gruppe A
| Hold                | Pld | W | Pts |
| ------------------- | --- | - | --- |
| Manchester City     | 6   | 0 | 0   |
| Paris Saint-Germain | 6   | 0 | 0   |
| RB Leipzig          | 6   | 0 | 0   |
| Club Brugge         | 6   | 0 | 0   |

### Gruppe B
| Hold            | Pld | W | Pts |
| --------------- | --- | - | --- |
| Atletico Madrid | 6   | 0 | 0   |
| Liverpool       | 6   | 0 | 0   |
| Porto           | 6   | 0 | 0   |
| AC Milan        | 6   | 0 | 0   |

### Gruppe C
| Hold              | Pld | W | Pts |
| ----------------- | --- | - | --- |
| Sporting CP       | 6   | 0 | 0   |
| Borussia Dortmund | 6   | 0 | 0   |
| Ajax              | 6   | 0 | 0   |
| Beşiktaş          | 6   | 0 | 0   |

### Gruppe D
| Hold             | Pld | W | Pts |
| ---------------- | --- | - | --- |
| Inter Milan      | 6   | 0 | 0   |
| Real Madrid      | 6   | 0 | 0   |
| Shaktar Donetsk  | 6   | 0 | 0   |
| Sheriff Tiraspol | 6   | 0 | 0   |

### Gruppe E
| Hold           | Pld | W | Pts |
| -------------- | --- | - | --- |
| Bayern München | 6   | 0 | 0   |
| FC Barcelona   | 6   | 0 | 0   |
| Benfica        | 6   | 0 | 0   |
| Dynamo Kiev    | 6   | 0 | 0   |

### Gruppe F
| Hold              | Pld | W | Pts |
| ----------------- | --- | - | --- |
| Villareal         | 6   | 0 | 0   |
| Manchester United | 6   | 0 | 0   |
| Atalanta          | 6   | 0 | 0   |
| Young Boys        | 6   | 0 | 0   |

### Gruppe G
| Hold              | Pld | W | Pts |
| ----------------- | --- | - | --- |
| Lille             | 6   | 0 | 0   |
| Sevilla           | 6   | 0 | 0   |
| Red Bull Salzburg | 6   | 0 | 0   |
| VfL Wolfsburg     | 6   | 0 | 0   |

### Gruppe H
| Hold                  | Pld | W | Pts |
| --------------------- | --- | - | --- |
| Chelsea               | 6   | 0 | 0   |
| Juventus              | 6   | 0 | 0   |
| Zenit Skt. Petersborg | 6   | 0 | 0   |
| Malmö FF              | 6   | 0 | 0   |